# Iván Zafarana
Iván Zafarana (Sarandí, Buenos Aires, Argentina; 22 de abril de 1995) es un futbolista argentino. Juega de defensor central y su equipo actual es All Boys, de la Primera Nacional.

## Trayectoria

### El Porvenir
Realizó su debut como profesional el 29 de febrero de 2016, en la victoria 3 a 0 frente a Atlas, por la fecha inicial del Campeonato de Primera D 2016.
Su primer gol lo anotó el 9 de mayo de ese año, en la victoria 1 a 0 frente a Yupanqui, en el partido correspondiente a la fecha 11 del torneo.
El 29 de mayo, logró el ascenso con el equipo a la Primera C, significando la vuelta del club a la esa categoría después de tres años de permanecer en el último escalón del fútbol profesional de Argentina.
Dejó el club en 2018, luego de tres años, donde en 81 partidos jugados, anotó 12 goles.

### Deportivo Merlo
El Campeonato de Primera C 2018-19 lo jugaría con Deportivo Merlo, debutando el 20 de agosto de 2018, en la victoria 2 a 1 frente a Luján por la primera fecha del torneo. Anotó su primer gol con el conjunto de Merlo el 30 de septiembre en el empate 2 a 2 frente a Midland por la fecha 8 del campeonato.
Con "el charro" anotó 3 goles y dio 1 asistencia en 36 partidos durante su única temporada con ellos.

### J. J. Urquiza
Para el Campeonato de Primera B Metropolitana 2019-20 se une a J. J. Urquiza, jugando su primer partido el 27 de agosto de 2019, en el empate 2 a 2 frente a Acassuso, por la fecha 3 del campeonato de ascenso.
En junio de 2021, y después de no jugar ningún partido del Campeonato de Primera B Metropolitana 2021 por conflictos con la dirigencia del club, abandona el equipo habiendo jugado 28 partidos en toda su estadía con el club.

### Estudiantes de Caseros
En julio de 2021 se une a Estudiantes de Caseros para disputar la segunda etapa del Campeonato de Primera Nacional 2021, debutando con el club recién el 18 de septiembre en el empate 1 a 1 frente a Agropecuario, por el partido correspondiente a la fecha 26 del torneo.
Su primer gol con el equipo lo anotó el 27 de febrero de 2022, en la derrota 2 a 1 frente a Belgrano de Córdoba, por la fecha 3 del Campeonato de Primera Nacional 2022.
En total con el equipo de Caseros, anotó 2 goles y repartió 3 asistencias en 48 partidos disputados.

### San Martín de Tucumán
Para la segunda mitad del Campeonato de Primera Nacional 2023 se une a San Martin de Tucumán, jugando su primer partido con la institución el 30 de julio en el empate 1 a 1 frente a Agropecuario, por la fecha 27 del campeonato.

### Gimnasia y Esgrima de Jujuy
A comienzos de junio de 2024 se trasforma en refuerzo de Gimnasia y Esgrima de Jujuy, en un préstamo hasta junio de 2025. Debido a que con el "lobo" jujeño solamente diputó 3 encuentros, con el objetivo de buscar más rodaje, en diciembre se decide suspender su préstamo con el club.

## Estadísticas

### Clubes
Actualizado de acuerdo al último partido jugado el 1 de junio de 2025.
| Club                             | Div.          | Temporada     | Liga  | Liga  | Liga   | Copas nacionales | Copas nacionales | Copas nacionales | Torneos internacionales | Torneos internacionales | Torneos internacionales | Total | Total | Total  |
| Club                             | Div.          | Temporada     | Part. | Goles | Asist. | Part.            | Goles            | Asist.           | Part.                   | Goles                   | Asist.                  | Part. | Goles | Asist. |
| -------------------------------- | ------------- | ------------- | ----- | ----- | ------ | ---------------- | ---------------- | ---------------- | ----------------------- | ----------------------- | ----------------------- | ----- | ----- | ------ |
| El Porvenir Argentina            | 5.ª           | 2016          | 10    | 1     | 0      | —                | —                | —                | —                       | —                       | —                       | 10    | 1     | 0      |
| El Porvenir Argentina            | 4.ª           | 2016-17       | 37    | 3     | 0      | —                | —                | —                | —                       | —                       | —                       | 37    | 3     | 0      |
| El Porvenir Argentina            | 4.ª           | 2017-18       | 34    | 8     | 0      | —                | —                | —                | —                       | —                       | —                       | 34    | 8     | 0      |
| El Porvenir Argentina            | Total club    | Total club    | 81    | 12    | 0      | 0                | 0                | 0                | 0                       | 0                       | 0                       | 81    | 12    | 0      |
| Deportivo Merlo Argentina        | 4.ª           | 2018-19       | 36    | 3     | 1      | —                | —                | —                | —                       | —                       | —                       | 36    | 3     | 1      |
| Deportivo Merlo Argentina        | Total club    | Total club    | 36    | 3     | 1      | 0                | 0                | 0                | 0                       | 0                       | 0                       | 36    | 3     | 1      |
| J. J. Urquiza Argentina          | 3.ª           | 2019-20       | 22    | 0     | 0      | 1                | 0                | 0                | —                       | —                       | —                       | 23    | 0     | 0      |
| J. J. Urquiza Argentina          | 3.ª           | 2020          | 5     | 0     | 0      | —                | —                | —                | —                       | —                       | —                       | 5     | 0     | 0      |
| J. J. Urquiza Argentina          | Total club    | Total club    | 27    | 0     | 0      | 1                | 0                | 0                | 0                       | 0                       | 0                       | 28    | 0     | 0      |
| Estudiantes de Caseros Argentina | 2.ª           | 2021          | 8     | 0     | 0      | —                | —                | —                | —                       | —                       | —                       | 8     | 0     | 0      |
| Estudiantes de Caseros Argentina | 2.ª           | 2022          | 23    | 2     | 3      | —                | —                | —                | —                       | —                       | —                       | 23    | 2     | 3      |
| Estudiantes de Caseros Argentina | 2.ª           | 2023          | 17    | 0     | 0      | —                | —                | —                | —                       | —                       | —                       | 17    | 0     | 0      |
| Estudiantes de Caseros Argentina | Total club    | Total club    | 48    | 2     | 3      | 0                | 0                | 0                | 0                       | 0                       | 0                       | 48    | 2     | 3      |
| San Martín (T) Argentina         | 2.ª           | 2023          | 6     | 0     | 0      | —                | —                | —                | —                       | —                       | —                       | 6     | 0     | 0      |
| San Martín (T) Argentina         | 2.ª           | 2024          | 4     | 0     | 0      | —                | —                | —                | —                       | —                       | —                       | 4     | 0     | 0      |
| San Martín (T) Argentina         | Total club    | Total club    | 10    | 0     | 0      | 0                | 0                | 0                | 0                       | 0                       | 0                       | 10    | 0     | 0      |
| Gimnasia y Esgrima (J) Argentina | 2.ª           | 2024          | 3     | 0     | 0      | —                | —                | —                | —                       | —                       | —                       | 3     | 0     | 0      |
| Gimnasia y Esgrima (J) Argentina | Total club    | Total club    | 3     | 0     | 0      | 0                | 0                | 0                | 0                       | 0                       | 0                       | 3     | 0     | 0      |
| Unión San Felipe · Chile         | 2.ª           | 2025          | 8     | 0     | 0      | 4                | 1                | 0                | —                       | —                       | —                       | 12    | 1     | 0      |
| Unión San Felipe · Chile         | Total club    | Total club    | 8     | 0     | 0      | 4                | 1                | 0                | 0                       | 0                       | 0                       | 12    | 1     | 0      |
| C. A. All Boys Argentina         | 2.ª           | 2025          | 0     | 0     | 0      | —                | —                | —                | —                       | —                       | —                       | 0     | 0     | 0      |
| C. A. All Boys Argentina         | Total club    | Total club    | 0     | 0     | 0      | 0                | 0                | 0                | 0                       | 0                       | 0                       | 0     | 0     | 0      |
| Total carrera                    | Total carrera | Total carrera | 213   | 17    | 4      | 5                | 1                | 0                | 0                       | 0                       | 0                       | 218   | 18    | 4      |
| 1. 2.                            |               |               |       |       |        |                  |                  |                  |                         |                         |                         |       |       |        |

## Palmarés

### Torneos nacionales
| Título    | Club        | País      | Año  |
| --------- | ----------- | --------- | ---- |
| Primera D | El Porvenir | Argentina | 2016 |